# Savannah (rivier)
De Savannah (River) is een circa 560 km lange rivier in het zuidoosten van de Verenigde Staten.
De rivier ontspringt in de staat South Carolina in het zuidoostelijke deel van de Appalachen en stroomt naar de Atlantische Oceaan, waarin hij uitmondt bij de stad Savannah. De Savannah River vormt een groot deel van de staatsgrens tussen Georgia en South Carolina. Steden van belang langs de rivier zijn Augusta en Savannah. Belangrijke zijrivieren van de Savannah zijn de Seneca River en de Tugaloo River.
In de 18e eeuw was de rivier een belangrijke impuls voor de economische ontwikkeling van de staat Georgia. In 1733 werd de zeehaven van Savannah aan de monding van de rivier gesticht. Augusta ontstond drie jaar later in 1736. De rivier is slechts tussen Augusta en Savannah bevaarbaar. verder stroomopwaarts is een reeks stroomversnellingen, waardoor scheepvaart niet mogelijk is.
Aan de rivier ligt, in de buurt van Augusta, de Savannah River Site. Dit is een grote gesloten militaire zone van het Ministerie van Energie (DOE), waar zich onder andere een kerncentrale voor de productie van plutonium bevindt.
Verder bevinden er zich in de rivier zes stuwdammen voor de opwekking van elektriciteit.

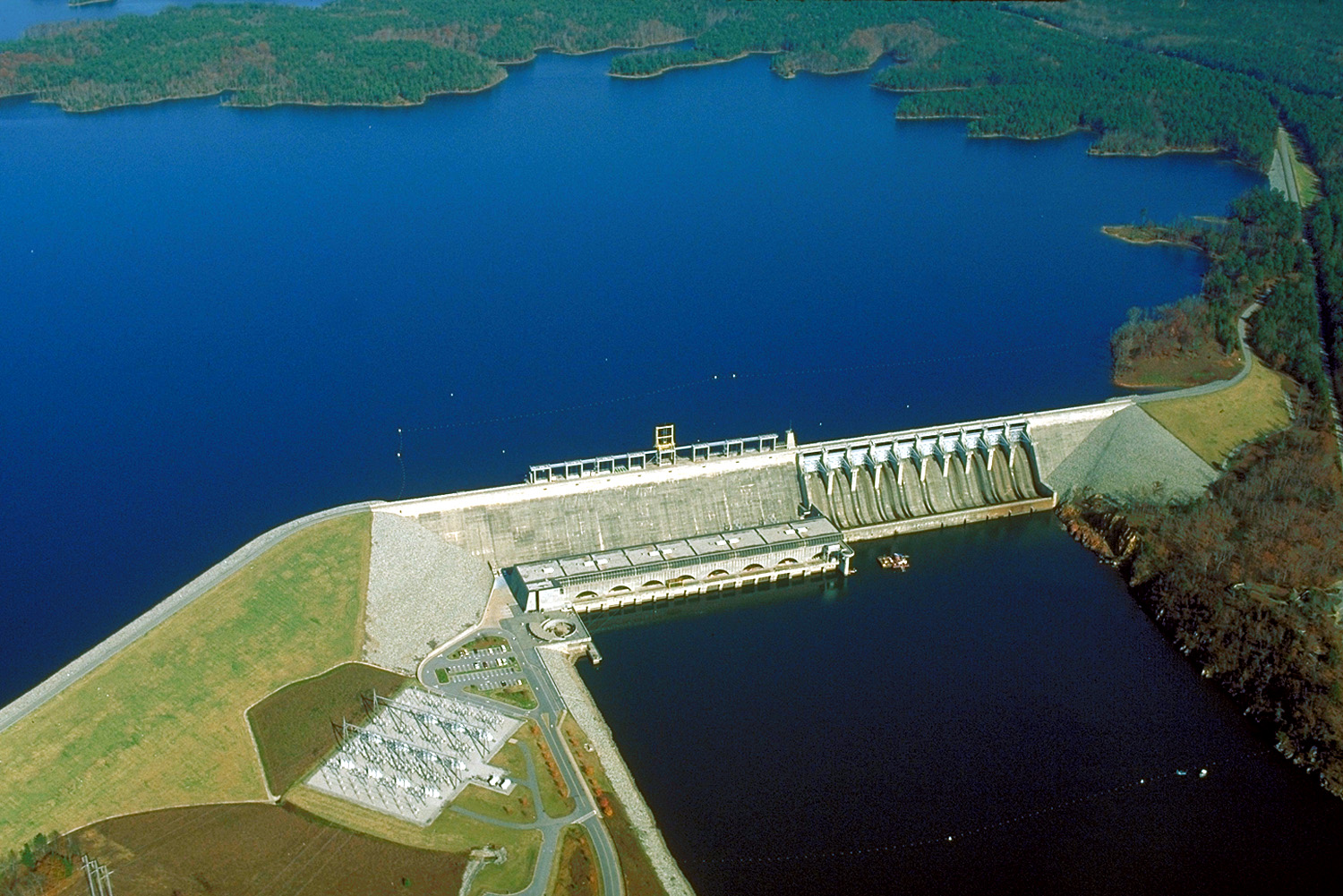
Richard B Russelldam en -meer
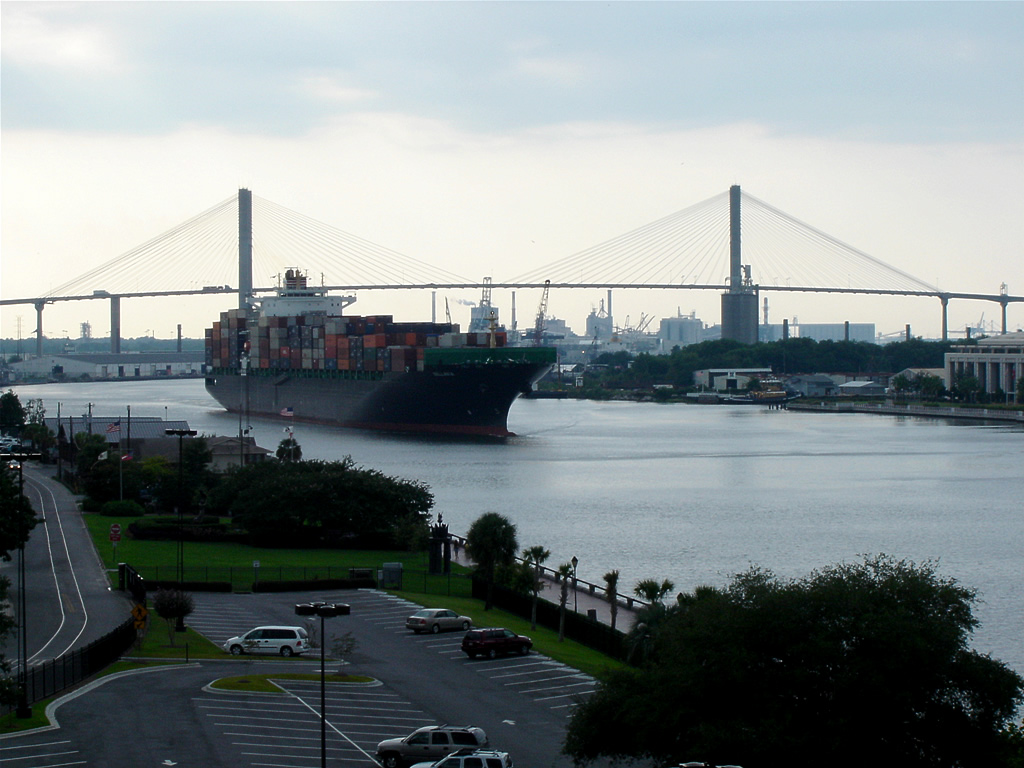
Zeehaven van Savannah

- Gemeinsame Normdatei: 4379783-0
- Library of Congress Control Number: sh85117746
- National Archives and Records Administration: 10044042
- Nationale Bibliotheek van Tsjechië: ge305937
- Nationale Bibliotheek van Israël: 987007558353505171
- Virtual International Authority File: 236539024